# Klasycyzm
Klasycyzm (z łac. classicus „doskonały, pierwszorzędny, wzorowy, wyuczony”) – nurt w muzyce, sztuce, literaturze oraz architekturze odwołujący się do kultur starożytnych Rzymian i Greków. Styl ten nawiązywał głównie do antyku. W Europie tzw. „powrót do źródeł” (klasycznych) pojawił się już w renesansie – jako odrodzenie kultury starożytnego Rzymu. Jako styl dominujący epoki wpływał na kształt innych nurtów kulturowych okresu, jak manieryzm, barok, rokoko. Trwał do końca wieku XVIII, w niektórych krajach do lat 30. następnego stulecia, a nawet dłużej. Zmodyfikowany klasycyzm przeradzał się czasem w eklektyzm końca XIX wieku. Klasycyzm jako styl panował w epoce oświecenia. Najpełniejszy rozkwit klasycyzmu nastąpił w I poł. XVIII wieku. W dziedzinie literatury swoisty kres klasycyzmu przyniosła walka klasyków z romantykami.
Zauroczenie klasyczną harmonią pojawiało się wielokrotnie, także w XX wieku, pod postacią neoklasycyzmu (w literaturze, w architekturze), a następnie wśród artystów awangardowych, np. u Picassa.
Klasycyzm w Polsce bywa też zwany stylem stanisławowskim (od króla Stanisława Augusta Poniatowskiego).

## Cechy klasycyzmu
- tematyka 'akt'
- wzorowanie się na tematyce i architekturze starożytnych Grecji i Rzymu (rzymski Panteon i Partenon w Atenach),
- chęć wiernego odwzorowania elementów dekoracji, stroju czy architektury Antyku,
- statyka zamiast dynamizmu,
- oszczędność wyrazu,
- spokój – przeciwieństwo barokowej ekspresji,
- uwypuklenie cnót obywatelskich w przeciwieństwie do rokokowej frywolności,
- obraz idealistyczny,
- kształt ważniejszy niż barwa,
- tematyka moralizatorska, często propagandowa (np. Jacques-Louis David Śmierć Marata),
- ukazywanie momentu przed ważnym wydarzeniem lub akcją (np. Jacques-Louis David Przysięga Horacjuszy),
- używanie silnego strumienia, „snopu” światła (np. Jacques-Louis David Śmierć Sokratesa).

## Architektura klasycystyczna, podstawowe cechy

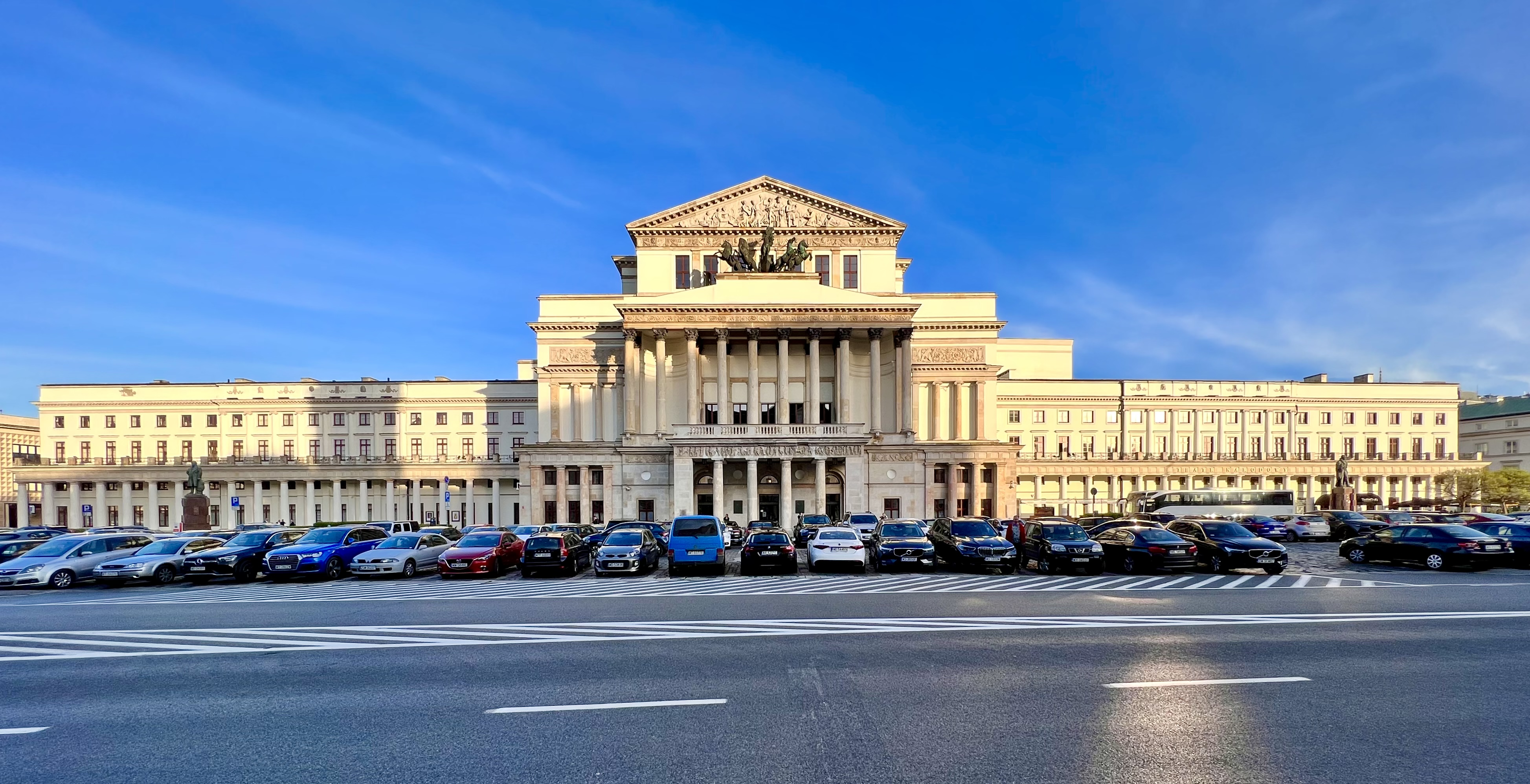
Teatr Wielki w Warszawie

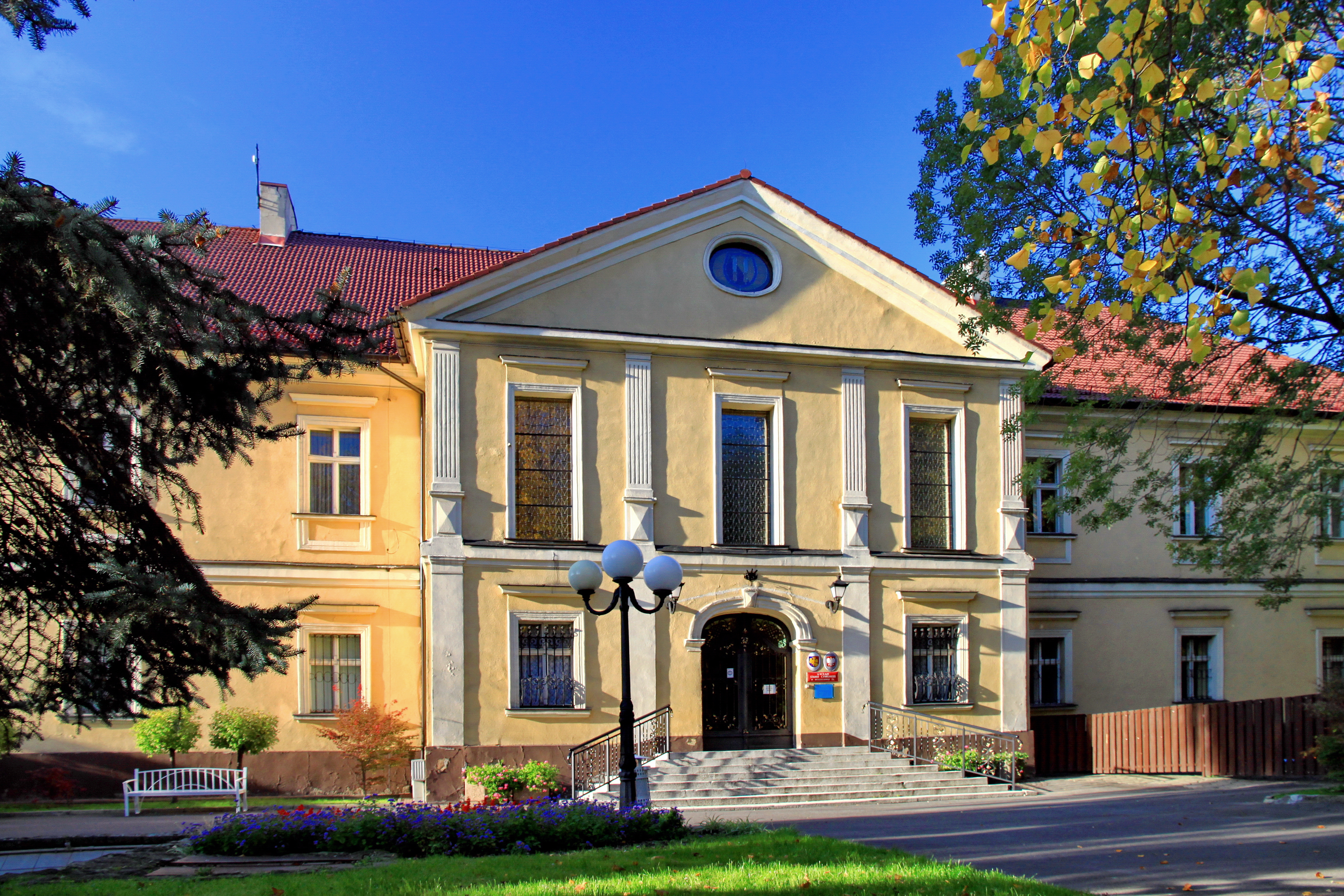
Pałac Dietrichsteinów z 1745 w Wodzisławiu Śląskim, najstarszy budynek klasycystyczny w Polsce

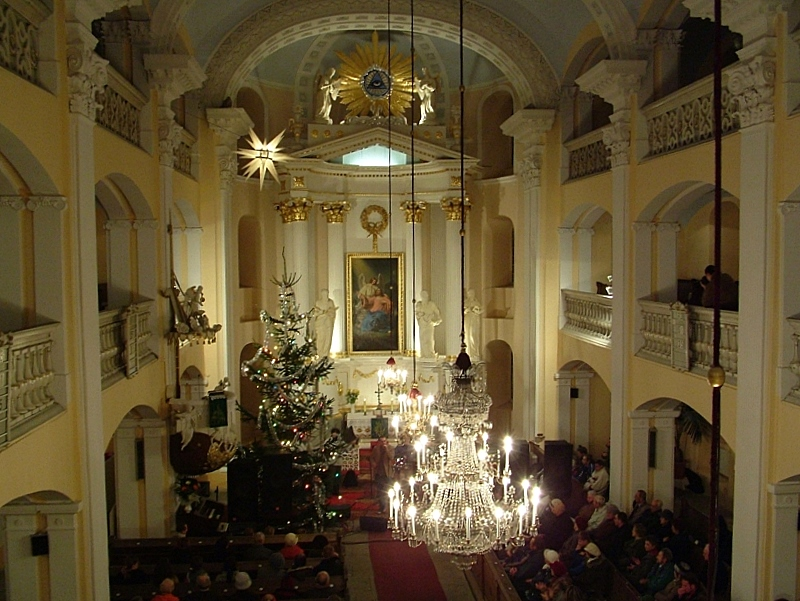
Wnętrze Kościoła Marcina Lutra w Bielsku-Białej

- wzorowanie się na starożytnych budowlach greckich i rzymskich oraz na niektórych budowlach odrodzenia;
- kopiowanie elementów architektury starożytnej;
- budowle wznoszone na planie zwartym, koła lub prostokąta;
- stosowanie kolumnad i kolumnowych portyków ze zwieńczeniem w kształcie tympanonu; pilastrów, dużych okien; tympanon przeważnie dekorowany płaskorzeźbą;
- kolor przyporządkowany rysunkowi;
- dążenie do uzyskania efektu harmonii, zrównoważonej kompozycji, stosowanie symetrii;
- w opozycji do baroku przeważają fasady o liniach prostych bez wygięć i skrętów;
- oszczędne stosowanie zdobnictwa; jeżeli się pojawiało, były nim: uskrzydlone postacie lwów z ludzkimi głowami, orły, wieńce, wazony, girlandy z róż, kokardy, hełmy, tarcze, skrzyżowane sztandary nawiązujące do tradycji cesarstwa rzymskiego;
- rozwój budownictwa użyteczności publicznej, takiego jak: urzędy, teatry, szpitale, szkoły, zakładane wówczas muzea;
- pałace – duże, niskie, wydłużone, na planie prostokąta, z wysuniętą częścią środkową ozdobioną portykiem;
- we wnętrzach wielkie, podłużne, jasne sale, chętnie malowane na biało, płaskie sufity, okna duże, kwadratowe;
- kościoły – często na planie koła, przykryte kopułą;
- dwory wraz z ogrodami i parkami wzbogacone: alejami z drzewami, stawami rybnymi; w obrębie dworu były: młyn oraz browar;
- wnętrza dworów ozdabiano portretami rodzinnymi, trofeami myśliwskimi, a na ścianach wieszano tkaniny ozdobne zwane arrasami.

## Przykłady przedstawicieli klasycyzmu

### Muzyka
- Wiedeń: Joseph Haydn
- Wiedeń: Wolfgang Amadeus Mozart
- Wiedeń: Ludwig van Beethoven

### Architektura
- Francja: Jacques Germain Soufflot, Jean François Chalgrin, Charles Percier
- Anglia: Robert Adam
- Niemcy: Karl Friedrich Schinkel, Leo von Klenze, Carl Gotthard Langhans, Georg Wenzeslaus von Knobelsdorff
- Włochy: Giovanni Battista Piranesi
- Rosja: Carlo Rossi
- Polska: Piotr Aigner, Antonio Corazzi, Wawrzyniec Gucewicz, Jan Chrystian Kamsetzer, Jakub Kubicki, Dominik Merlini, Efraim Szreger, Stanisław Zawadzki, Szymon Bogumił Zug

### Malarstwo i grafika
Cechy:
1. Statyczne oparte na układach pionowych.
2. Kontur.
3. Chłodny koloryt.
4. Miękki światłocień.
5. Gładka faktura.
6. Wzniosłość.

Malarstwo wyraziło się głównie w tematykach: historycznej (starożytnej), mitologicznej, alegorycznej i portrecie.
- Jacques-Louis David – Porwanie Sabinek, Portret konny Stanisława Kostki Potockiego
- Jean-Auguste-Dominique Ingres – Wielka odaliska, Jowisz i Tetyda (Zeus i Tetyda)
- Giovanni Battista Lampi
- Giovanni Battista Piranesi
- Thomas Gainsborough
- Marcello Bacciarelli
- Bernardo Bellotto

### Rzeźba

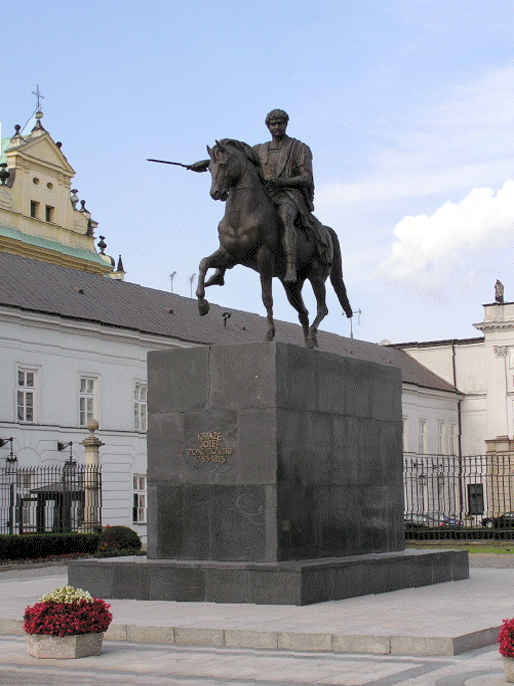
Pomnik księcia Józefa Poniatowskiego w Warszawie.

1. Antonio Canova – rzeźbił głównie posągi i grupy mitologiczne („Dedal i Ikar”, „Trzy Gracje”); rzeźbił także postacie współczesne, przedstawiając je jednak jako postacie mitologiczne (Henryka Lubomirskiego przedstawił jako Amora);
2. Bertel Thorvaldsen – rzeźby mitologiczne, religijne, historyczne pomniki, popiersia. Autor pomników Mikołaja Kopernika i księcia Józefa Poniatowskiego (ten drugi wzorowany na rzymskiej statui Marka Aureliusza);
3. Andrzej Le Brun – tworzył rzeźby do dekoracji Zamku Królewskiego i Łazienek, a także popiersia znanych Polaków;
4. Jakub Tatarkiewicz – wyrzeźbił popiersie Fryderyka Chopina.

## Przykłady klasycystycznych budowli
- Łuk Triumfalny w Paryżu
- Brama Brandenburska w Berlinie
- Biała Fabryka w Łodzi
- Pałac Potockich w Warszawie
- Pałace Wodzickich w Krakowie
- Łazienki Królewskie w Warszawie
- Pałac w Małej Wsi
- Panteon w Paryżu
- Petit Trianon
- Kościół Świętej Trójcy w Warszawie
- Kościół św. Magdaleny w Paryżu
- Belweder w Warszawie
- Kapitol Stanów Zjednoczonych w Waszyngtonie
- Teatr Wielki w Warszawie
- Kolumna Napoleona w Paryżu
- Pałac Prymasowski w Bratysławie
- Pałac w Śmiełowie
- Kościół św. Aleksandra w Warszawie
- Pałac Dietrichsteinów w Wodzisławiu (najstarsza budowla klasycystyczna w Polsce)